# طایفه تمندانی
طایفه تمندانی یا تمیدانی 
(به بلوچی: تمندانی) یکی از طوایف بلوچ است که در یک دوره طولانی اجداد ایشان وطوایف کنونی از ایل میرعارفی (ولانی یا میر ولانی و سرحدی های سیستان)از حاکمان سرحد بوده‌اند.
محل سکونت این طایفه در بلوچستان شهر خاش و منطقه تمندان در دامنه کوه تفتان است.
عمده طوایف بلوچ از روی اسم جدشان یا منطقه زیستشان نامگذاری می‌شوند.
افراد منتسب به این طایفه با نام فامیلی کُردی و کُردی تمندانی شناخته می‌شوند.

## تاریخ
فیروز شاه و ادرو شاه  یکی از اجداد طایفه تمندانی تا دوران سلسله صفوی حاکم سرحد بودند.

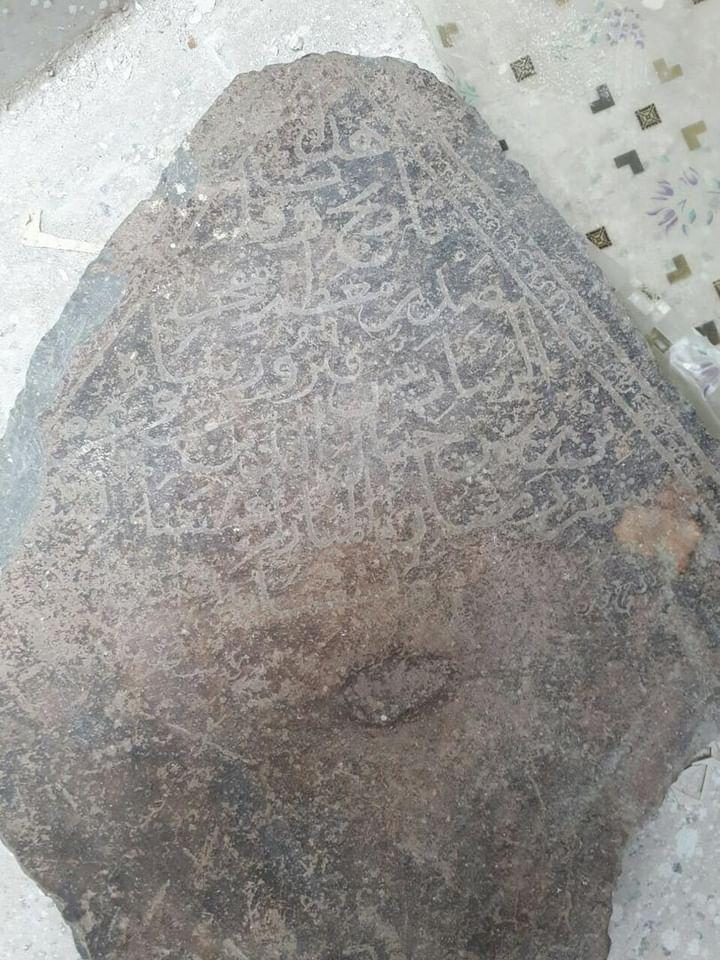
سنگ بارگاه فیروزشاه تمندانی

طایفه تمندانی از ساکنان سرحد بوده و در روزگار قدیم پیرو آیین زرتشت بوده‌اند. همجنین علاوه بر تکلم به زبان بلوچی به به گویشی از زبان فارسی باستان که برگرفته از زبان اوستا است. صحبت می‌کنند.
در کتاب تاریخ زرتشتیان پس از ساسانیان نوشته رشید شهمردان از حضور شماری از زرتشتیان در تمندان که بین زاهدان و خاش واقع است گزارش بعمل آمده است.
به گفته کارینا جهانی زبان‌شناس و ایران‌شناس سوئدی، استاد دانشگاه اوپسالا و رئیس بخش زبان‌های ایرانی، طوایف بلوچ ساکن در کوه تفتان در گذشته پیرو آیین زرتشت بوده و به همین علت گویش پارسیوانی که یکی از گویش‌های زرتشتی و اوستایی است را حفظ کرده و علاوه بر زبان بلوچی به آن تکلم می‌کنند.
ایرج افشار در کتاب بلوچستان و تمدن دیرینه آن با اشاره به تعدادی از طوایف بلوچ که هنوز سنت‌های پیش از اسلام را حفظ کرده و به آن پایبند هستند، از جمله سوگند نال (نوعی سوگند برای اثبات بی گناهی با عبور از آتش) بازمانده از دوران باستان و سیاوش که در میان بلوچ‌های اطراف تفتان رایج است و علاوه بر به زبان بلوچی به گویش پارسیوانی نیز صحبت می‌کنند.
در کتاب احیاء الملوک از حاکمان موروثی سرحد از جمله میر عبدالعلی، میر افضل و میر سهراب که حاکمان سرحد بوده‌اند نام آورده شده است به استناد همین کتاب و شجره های موجود در بین اقوام متحد تفتان که همگی از نوادگان میر عارف و امیر عبدالعالی هستند ،ایل میر عارفی شامل ولانی ،نرونی ،عجب زهی و سرحدی های سیستان بعلاوه تمندانی بعنوان نماد اتحاد وصله رحمی بین اقوام تفتان بوجود آمده است و لذا کل اقوام فوق و سایر وابستگان معروف به ایل میر عارفی هستند به گونه ای که طایفه میر ولانی از سردار کنونی (بنیاد ریگی ماریشان وسردار طایفه تمندانی در جد هشتم به میر عارف وصل میگردد.
امیرافضل در سرحد  صاحب استقلال و حکومت بود و امیرعبدالعلی  که کدخدای موروثی  سرحد تا مدت ها بر آن منطق حکمرانی می کرد. میرعبدالعلی سه فرزند داشت. فرزند بزرگ وی میرعارف نام داشت. و همچنین میرافضل و میر سهراب دو فرزند دیگر وی بودند.
پیشینه نام تمندان و ساکنان آن به قرون اولیه بازمی‌گردد که ابن فقیه همدانی در کتاب البلدان از نام دمندان که در کنار رشته کوهی بین بلوچستان و کرمان است ذکر کرده است.
در شاهنامه فردوسی اشاره به کوه بلوچ شده که منظور کوه تفتان و ساکنان آن می‌باشد که از متحدین ساسانیان به‌شمار می‌آیند و تمندانی‌ها بخشی از بلوچ‌های آن دوره بوده‌اند.
کریم بخش تمندانی از فعالان سیاسی اجتماعی بلوچ است که فعالیت وی در زمینه حقوق بشری مردم بلوچ می باشد.

## تیره‌های طایفه تمندانی
تیره‌های طایفه تمندانی عبارت‌اند از: غلامشاه زهی، غلامحسین زهی، عجب زهی، نرونی، تمینی، کریم داد زهی و دادشاه زهی.